# Risen
Risen — відеогра в жанрі Action RPG, розроблена німецькою компанією Piranha Bytes та видана Deep Silver. Це перша гра в серії Risen, вона була випущена в Європі для Microsoft Windows і Xbox 360 у жовтні 2009 року, а в Північній Америці — для Xbox 360 у лютому 2010 року.
У грі розповідається про пригоди безіменного персонажа на Фаранзі, гірському вигаданому острові, яким править безжальний Верховний інквізитор Мендоза. Мендоза знає про храм, який веде до внутрішньої частини вивергаючого вулкана, що домінує над островом, і персонаж гравця виконує вказівки Мендози, щоб потрапити туди. Храм є домом для стародавніх істот, відомих як Титани, якими Мендоза намагається керувати, щоб зміцнити себе.
Risen отримав переважно позитивні відгуки, за ігровий процес, графіку та озвучку, але критику за поганий порт Xbox 360. Продовження — Risen 2: Dark Waters вийшла у 2012 році, а через 2 роки вийшла й Risen 3: Titan Lords.

## Ігровий процес
Рольова система представлена набором характеристик та бойових навичок. Основні характеристики героя:
- Сила
- Спритність
- Мудрість
- Здоров'я
- Мана
- Рівень

Багато ігрових навичок не доступні безпосередньо на початку гри та їх потрібно відкривати, витрачаючи на це «Бали навчання». На додаток до прямих змін у грі, відкриття навичок має також естетичні ефекти.
У грі присутня система професій та здібностей від злому замків до ковальської справи, існують так само ремесла, такі як:
- Ковальська справа
- Ювелірна справа (є складовою частиною ковальської справи та вивчається разом з нею)
- Алхімія
- Полювання
- Виготовлення магічних сувоїв

Бойова система заснована на використання парирування, блоків та відступу. В залежності від типу зброї (меч, сокира або посох) змінюється набір нападів та стиль боротьби. Є можливість використовувати щити спільно з одноручною зброєю. (При максимальній навичці володіння мечем/сокирою герой тримає будь-який тип мечів/сокир однією рукою).
Графічний рушій розроблений Piranha Bytes та містить ліцензовані компоненти, підтримує DirectX 9.1 версії. Графічну складову гри можна оцінити по перших викладеним розробниками скриншотам.

### Магічна система
У грі присутні кілька способів використовувати магію:
- Магічні кристали
- Магічні руни (друку)
- Магічні сувої

Кристали доступні воїнам інквізиції та магам ордена вогню та представлені трьома різновидами, кожен з яких несе в собі силу одного з заклинань: вогненна куля (завдає шкоди за площею та підпалює противників), крижаний спис (заморожує супротивників на певний час та завдає шкоди), магічний снаряд (дозволяє заподіювати шкоду зарядами чистої магії з великою швидкістю).
Магічні руни та печатки доступні тільки магам ордена священного вогню. Всі печатки розділені на 4 кола, для вивчення кожного рівня печаток потрібен певний рівень мудрості (50, 100, 150 та 200 відповідно). У рунах укладено безліч підтримувальних (лікування, захист, берсерк), похідних (телекінез, левітація, жарт) заклинань, заклинань виклику та перетворення, а також одне бойове — вогненний дощ.
Магічні сувої — це загальнодоступний спосіб чаклунства. Сувої можуть містити ті ж заклинання, що і руни, але використовувати їх можна один раз. У монастирі магів представники всіх фракцій мають можливість навчитися створювати сувої. Для цього необхідно перо, чистий пергамент, руна-джерело, з якої Ви будете копіювати заклинання, а також додатковий інгредієнт, для закріплення властивостей руни (перлина для заклинання «жарт» та т.д.).

## Сюжет
Сюжет Risen розділений на 4 розділи, в грі є раси, нетипові для фентезі RPG. Сюжет припускає можливість створення сиквелу. У грі існує велика кількість завдань та квестів, за проходження яких найчастіше даються спеціальні досягнення.
Зав'язка гри відбувається під час невеликого відеоролика, що розповідає про те, як головний герой разом з циганкою, на ім'я Сара, проникнувши на корабель інквізиції, потрапляють в шторм, викликаний невидимим Титаном. Інквізитор Мендоса, глава цієї експедиції, що володіє чарівним окуляром, який дозволяє йому бачити потоки магії, намагається боротися з Титаном, але, зрозумівши марність своїх спроб, телепортується з корабля. Після чого Титан руйнує корабель, відправивши Сару та героя на дно. Протагоніст прокидається на березі острова, оточений трупами екіпажу корабля. Він та Сара неушкоджені.
Після цього гравець повинен непрямим чином вибрати одну з протиборчих фракцій: бандитів чи інквізицію. Незабаром після цього гравець знайомиться з планами верховного інквізитора Мендоси, який виявив таємничі двері, що ведуть в серце вулкану. Інквізитор бажає отримати доступ всередину, і для цього просить допомоги у головного героя, який повинен знайти 5 кристалічних дисків, що функціонують як ключі для цих дверей.
Як тільки гравець збирає ці диски, розкидані по острову, інквізиція відкриває двері та потрапляє у храм що там з'явився, постійно борючись з людьми-ящерами. Виявилося, що в храмі, легендарний Титан разом з лордом Титанів Урсегором (людиною, яка прагнула володіти силою титанів), були ув'язнені. Також з'ясовується, що Фаранга (місце дії гри) був захищений штормами через присутність Титана, в той час, як материк розоряється іншими чотирма його побратимами. Мендоса прагне отримати контроль над Титаном Вогню, що знаходиться у вулкані, для перемоги над іншими Титанами. За відсутності Титана на острові — той став би вразливим для магічних штормів та був би пожертвуваний заради людства.
Після зняття з Урсегора прокляття що тримало його дух у вулкані, герой має намір знайти частини броні повелителя Титанів, щоб отримати доступ до Титану Вогню та перемогти Мендосу. Частини броні були запечатані в руїнах зі священником нежиті. Гравець досліджує руїни, відновлює броню, і вступає в вулкан слідом за Мендосою. Спочатку герой перемагає верховного інквізитора, а потім і Титана Вогню.
Закінчення гри припускає, що острів Фаранга був врятований від руйнування, але залишилися ще чотири титани, які продовжували руйнування материка. Після титрів, в діалозі між головним героєм та Петті, дочкою пірата Грега-Сталева Борода, мається на увазі, що вони вирушають на материк для боротьби з титанами.

## Розробка
22 травня 2007 Piranha Bytes оголосила про припинення співпраці з JoWooD, після чого права на розробку Gothic 4 та Gothic 3: Forsaken Gods перейшли до колишнього видавця. 17 червня компанія анонсувала свою нову рольову відеогру, наступного дня, був оголошений видавець майбутньої гри — Deep Silver. 6 серпня 2008 опубліковано офіційну назву проєкту — Risen.
Гра вийшла 2 жовтня 2009 року у Європі для персональних комп'ютерів під управлінням операціної системи Microsoft Windows і для консолі Xbox 360. Сама Piranha Bytes розробила версію для Windows, порт Xbox 360 було передано Wizarbox під пильним наглядом Piranha Bytes. У Північній Америці в той же день вийшла версія лише для ПК, консольна вийшла 23 лютого 2010 року. При випуску в Австралії, 20 липня 2009 року Risen було відмовлено в класифікації OFLC. Згідно з австралійським розповсюджувачем гри Madman Interactive, OFLC назвала «сексуальну активність і вживання наркотиків, пов'язаних із заохоченнями чи винагородами» як причину відмови.

### Маркетинг та реклама гри
Deep Silver виклав в інтернет кілька трейлерів гри. Перший ролик вийшов у 2008 році. До трейлеру гри, який вийшов у 2009 році був представлений сингл фінської метал групи Nightwish — «The Poet and the Pendulum» і вступний ролик був створений Lemonaut Creations у 2009..
У демоверсію гри, названу Risen Experience, можна зіграти на офіційному сайті гри.

## Оцінки й відгуки
Російський портал ігор Absolute Games поставив грі 60 %. Оглядач відзначив чудову графіку, відсутність багів в грі та музичну складову. До недоліків були віднесені слабкий сюжет, рольова система та відсутність істотних відмінностей у порівнянні з Готикою. Вердикт: «Багато чого ріднить Risen з попередніми іграми Piranha Bytes. Структура світу, квести та утиканий скалками інтерфейс видають почерк ессенської фірми. На жаль, їх не вистачить, щоб оплатити кредит довіри, виданий „Піранья“ після скандального розриву відносин з JoWooD Entertainment. Gothic II: Night of the Raven та понині — найбільше досягнення студії. Візьміть її замість Risen».
Російський журнал «Найкращі відеоігри» поставив грі рейтинг 90 % та нагородив «короною», винісши вердикт: «Розробники обіцяли зберегти в цій грі дух „Готики“ — і, не повірите, зберегли! великий цікавий світ, яскраві персонажі, кілька однаково цікавих варіантів проходження — та ось чаша нашого щастя якщо й не повна, то близька до того».
Журнал «Ігроманія» поставив грі 7,5 балів з 10-ти, зробивши такий висновок: «Gothic змінила назву та місце дії, покращала зовні, але в душі залишилася тією ж грою, що й у 2001 році. Добре це або погано — залежить від вашого ставлення до оригіналу та бажання вчетверо проходити одну та ту ж, хоч та прекрасну, гру».
Гра посіла третє місце в номінації «RPG року» (2009) журналу Ігроманія.
Академія розробників Німеччини номінувала Risen на Головний приз для розробників Німеччини. Гра номінована у категорії «Найкраща німецька рольова гра» та «Найкраща інтернаціональна рольова гра». Номінація сама по собі вже вважається почесною, оскільки кожна гра, представлена в цьому списку, заздалегідь повинна була набрати необхідну кількість голосів серед 300 членів Академії.